# William Langewiesche

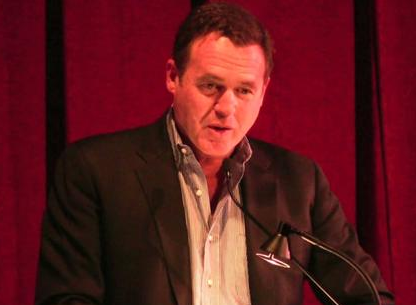
William Langewiesche (2009)

William Langewiesche [lɑŋɡəviːʃə] (* 12. Juni 1955 in Sharon, Litchfield County, Connecticut; † 15. Juni 2025 in East Lyme, Connecticut) war ein US-amerikanischer Schriftsteller und Journalist. 

## Leben
Er schloss 1977 sein Studium der Anthropologie an der Stanford University ab und arbeitete in New York als Redakteur des Magazins Flying. Nach einer Ausbildung zum Piloten flog er bis 1990 Verkehrsflugzeuge. Auch sein Vater, Wolfgang Langewiesche, war Pilot und veröffentlichte 1944 das Standardwerk Stick and Rudder. An Explanation of the Art of Flying. In den frühen 1990er Jahren veröffentlichte Langewiesche erste Reportagen in der New York Times und im Atlantic. Er schrieb über die Sahara, die Aufräumarbeiten am Ground Zero, die grüne Zone in Bagdad und – seit 2006 als Korrespondent für Vanity Fair – über die Camorra in Scampia.
Seit 2019 fungierte er als writer at large des New York Times Magazine. Sein erster Artikel erschien am 18. September 2019, eine ausführliche Abhandlung über die beiden Abstürze von Boeing-737-MAX-Maschinen in Indonesien und Äthiopien. Langewiesche listet einerseits auch Fehlleistungen des Herstellers auf, stellt jedoch die These in den Raum, dass sowohl die Fluglinien und deren Piloten in vielen Punkten versagt hätten. Nicht das MCAS, sondern eine Kette von Fehlentscheidungen habe zu den folgenschweren Abstürzen geführt. Der Pilot Chesley Sullenberger, der die Software MCAS selbst in einem Simulator geprüft hatte, widersprach Langewiesche in einem Brief an die Herausgeber der NYT deutlich: „Ich weiß aus erster Hand, vor welchen Herausforderungen die Piloten auf den letztlich abgestürzten Flügen standen und wie falsch es ist, ihnen vorzuwerfen, dass sie nicht imstande waren, ein derart gefährliches und tödliches Design zu kompensieren.“
Langewiesche starb am 15. Juni 2025 im Alter von 70 Jahren in East Lime, Connecticut.

## Werke
- Aloft: Thoughts on the Experience of Flight. Farrar, Straus and Giroux, New York City 2010, ISBN 0-307-74148-6.
- Fly by Wire: The Geese, the Glide, the Miracle on the Hudson. Farrar, Straus and Giroux, New York City 2009, ISBN 0-307-74148-6.
- The Atomic Bazaar: The Rise of the Nuclear Poor. Farrar, Straus and Giroux, New York City 2007, ISBN 0-374-10678-9.
- The Outlaw Sea: A World of Freedom, Chaos, and Crime. North Point Press, New York City 2004, ISBN 0-86547-581-4.
- American Ground: Unbuilding the World Trade Center. North Point Press, New York City 2001, ISBN 0-86547-582-2.
- Inside the Sky: A Meditation on Flight. Pantheon Books, New York City 1998, ISBN 0-679-42983-2.
- Sahara Unveiled: A Journey Across the Desert. Pantheon Books, New York City 1996, ISBN 0-679-42982-4.
- Cutting for Sign. Pantheon Books, New York City 1996, ISBN 0-679-41113-5.

## Veröffentlichung auf Deutsch
- Sahara. Reise durch eine unerbittliche Landschaft, Kindler Verlag 1998, ISBN 978-3463403274